# Бесконечность (Marvel Comics)
Бесконечность (англ. Infinity) — вымышленный персонаж комиксов, издаваемых Marvel. Дебютировала в комиксе Quasar #24 (июль 1991). Создателями персонажа являются Марк Грюнвальд и Грег Капулло.

## История публикаций
Бесконечность появилась в серии комиксов Quasar #24 (июль 1991), Она появляется в Quasar #37 (август 1992) и в ограниченной серии Infinity War #1-6 (май — ноября 1992).
По линии сюжета Thor #183-188 (декабрь 1970 — май 1971), имя Бесконечность было названием, данным аспекту души норвежского бога Одина, который благодаря Тору воссоединился с ней.

## Биография
Бесконечность — космическая сущность, представляющая совокупность пространства, она женщина в отличие от её «брата» Вечности, который воплощает время. Вместе они представляют пространственно-временный континуум и живую силу Вселенной. Им противостоят другие две сущности Смерть и Забвение.
Бесконечность появилась, в то время когда злодей Мелстром, действовал от имени Забвения, и пытался восстановить Вселенную. Бесконечность слилась с астральной формой героя Квазара и дала ему возможность жить как аватар. После серии битв против Мелстрома, Квазар победил его. Последствия этого сражения привели к созыву Бесконечности, Вечности, Смерти и Забвения, чтобы устранить последствия неудачного плана Забвения, в это время Квазар понял что все эти абстрактные сущности представляют собой четыре точки космического компаса. Квазар встретил Вечность когда вёл поиски другой сущности.

### Infinity War
Бесконечность появляется в сюжете Infinity War, а в финальной битве приходит вместе с Вечностью в обличии единого существа и побеждает Адама Уорлока.

Бесконечность в выпуске Infinity War #6, художник Рон Лим.

### Time Runs Out
После линии сюжета Time Runs Out, Потусторонний убил Бесконечность, участвовал в уничтожении абстрактных существ каждой реальности через мульти-вселенную.
После возрождения Вселенной Marvel, Бесконечность раскрывается как воплощение седьмого воплощения Вселенной, в то время как Вечность, по-видимому, является воплощением восьмой.

## Силы и способности
Бесконечность одно из могущественных существ во Вселенной, она не имеет физического тела, способна быть в разных местах одновременно. Как и Вечность, персонаж может манипулировать пространством Вселенной. Когда ей нужно обратиться к низшим существам Бесконечность трансформируется в существо, которое могут воспринять другие.
Танос, владеющий Перчаткой Бесконечности, оценил возможности Бесконечности выше, чем у Лорда Хаоса и Порядка, но ниже, чем у Живого Трибунала.

## Вне комиксов
- Телевидение

Бесконечность появилась в мультсериале Серебряный Сёрфер, озвученная Элизабет Шеперд.